# Thomas Johnson (governador)
Thomas Johnson  (4 de Novembro de 1732 – 26 de Outubro de 1819) foi um juiz e político americano do século 18 que participou de várias iniciativas para apoiar a Guerra Revolucionária. Johnson foi o primeiro governador (não colonial) de Maryland, delegado do Congresso Continental e juiz associado da Suprema Corte. Foi a primeira pessoa indicada para o tribunal depois de sua organização original e composta por seis juízes. O mandato de Johnson na Suprema Corte durou apenas 163 dias, o que o torna o juiz de menor duração na história dos EUA.

## Vida antes da Revolução
Thomas Johnson nasceu no Condado de Calvert, Maryland, no dia 4 de Novembro de 1732, filho de Thomas e Dorcas Sedgwick Johnson. Seu avô, também chamado Thomas, era um advogado em Londres que emigrou para Maryland em algum momento antes de 1700. O mais jovem Thomas era o quarto de dez filhos, alguns dos quais mais tarde tiveram suas próprias grandes famílias. (Louisa Johnson, filha de seu irmão Joshua, casou-se com John Quincy Adams).
Thomas e seus irmãos estudaram em casa. Quando jovem, sentiu-se atraído pelo direito, estudou num escritório estabelecido e foi aceito na Ordem de Maryland em 1753. Em 1760, mudou-se para o Condado de Frederick e, em 1761, foi eleito para a assembleia provincial de Maryland pela primeira vez. Johnson casou-se com Ann Jennings, filha de um juiz de Annapolis, no dia 16 de Fevereiro de 1766.

## Anos revolucionários
Em 1774 e 1775, a assembleia de Maryland enviou-o como delegado ao Congresso Continental. No Congresso, Johnson aliou-se aos que defendiam a separação da Grã-Bretanha. Em Novembro de 1775, o Congresso criou um Comitê de Correspondência [Secreta] que deveria buscar apoio estrangeiro para a guerra. Thomas Johnson, junto com Benjamin Franklin e Benjamin Harrison V, foram inicialmente nomeados para o comitê.
Johnson voltou a Maryland e continuou seu trabalho na Assembleia do estado quando a Declaração da Independência dos Estados Unidos foi assinada. Em 1775, redigiu a declaração de direitos adotada pela assembleia de Maryland e posteriormente incluída como a primeira parte da primeira constituição do estado. Foi adotada para Maryland pela convenção constitucional do estado em Annapolis em 1776. Também serviu como general de brigada na milícia de Maryland. Thomas Johnson e seus irmãos apoiaram a revolução fabricando munições e possivelmente canhões. Sua antiga fábrica, Catoctin Furnace, agora faz parte de um parque estadual perto de Camp David, ao norte de Frederick, Maryland.
Em 1777, a assembleia legislativa elegeu Johnson como o primeiro Governador do novo estado. Exerceu nesse cargo até 1779. Na década de 1780, ocupou vários cargos judiciais em Maryland, bem como exerceu na assembleia em 1780, 1786 e 1787. Pressionou por um projeto de lei na Assembleia de Maryland nomeando comissários para se reunir com os comissários da Virgínia para "...formular regulamentos liberais e equitativos relativos ao rio [Potomac] que possam ser mutuamente vantajosos para os dois estados e que apresentem relatórios sobre isso à assembleia Geral". Embora Johnson não fosse um comissário, a conferência consequente concordou em regular e estabelecer a jurisdição e a navegação na fronteira mútua do Rio Potomac. Seu processo serviu como um predecessor da Convenção Constitucional de 1787. Johnson participou da Convenção de Maryland em 1788, onde pediu com sucesso a ratificação do estado da Constituição dos Estados Unidos.

## Anos federais
Em Setembro de 1789, o Presidente George Washington indicou Johnson para ser o primeiro juiz federal do Distrito de Maryland, mas recusou a nomeação. Em 1790 e 1791, Johnson era o principal juiz no sistema do Tribunal Geral de Maryland. Em Janeiro de 1791, o Presidente Washington nomeou Johnson, com David Stuart e Daniel Carroll, para a comissão que planejaria a capital federal de acordo com a Lei de Residência de 1790. Em Setembro de 1791, os comissários chamaram a cidade federal de "Cidade de Washington" e o distrito federal "Território de Colúmbia".
No dia 5 de Agosto de 1791, Johnson recebeu uma nomeação de recesso de Washington para o cargo na Suprema Corte dos EUA, que ficou disponível após a renúncia de John Rutledge. Nomeado formalmente no dia 31 de Outubro de 1791, Johnson foi confirmado pelo Senado dos Estados Unidos no dia 7 de Novembro de 1791. Embora tenha recebido sua comissão naquele dia, não foi empossado até o dia 6 de Agosto de 1792. Johnson foi o autor da primeira opinião escrita da Corte, Georgia v. Brailsford, em 1792. Exerceu na corte até 16 de Janeiro de 1793, quando renunciou, citando sua saúde precária e as dificuldades de "circular". Seu mandato de 163 dias é o mais curto, até o momento, de qualquer Juiz.
Johnson sofreu de problemas de saúde por muitos anos, e citou-a ao recusar a oferta de 1795 de Washington para nomeá-lo a Secretário de Estado, como Thomas Jefferson havia recomendado. Conseguiu fazer um discurso para seu amigo George Washington em uma cerimônia de aniversário no dia 22 de Fevereiro de 1800. No dia 28 de Fevereiro de 1801, o presidente John Adams nomeou Johnson juiz-chefe do Distrito de Columbia quando constituiu esse órgão pela primeira vez.

## Últimos anos, morte e legado

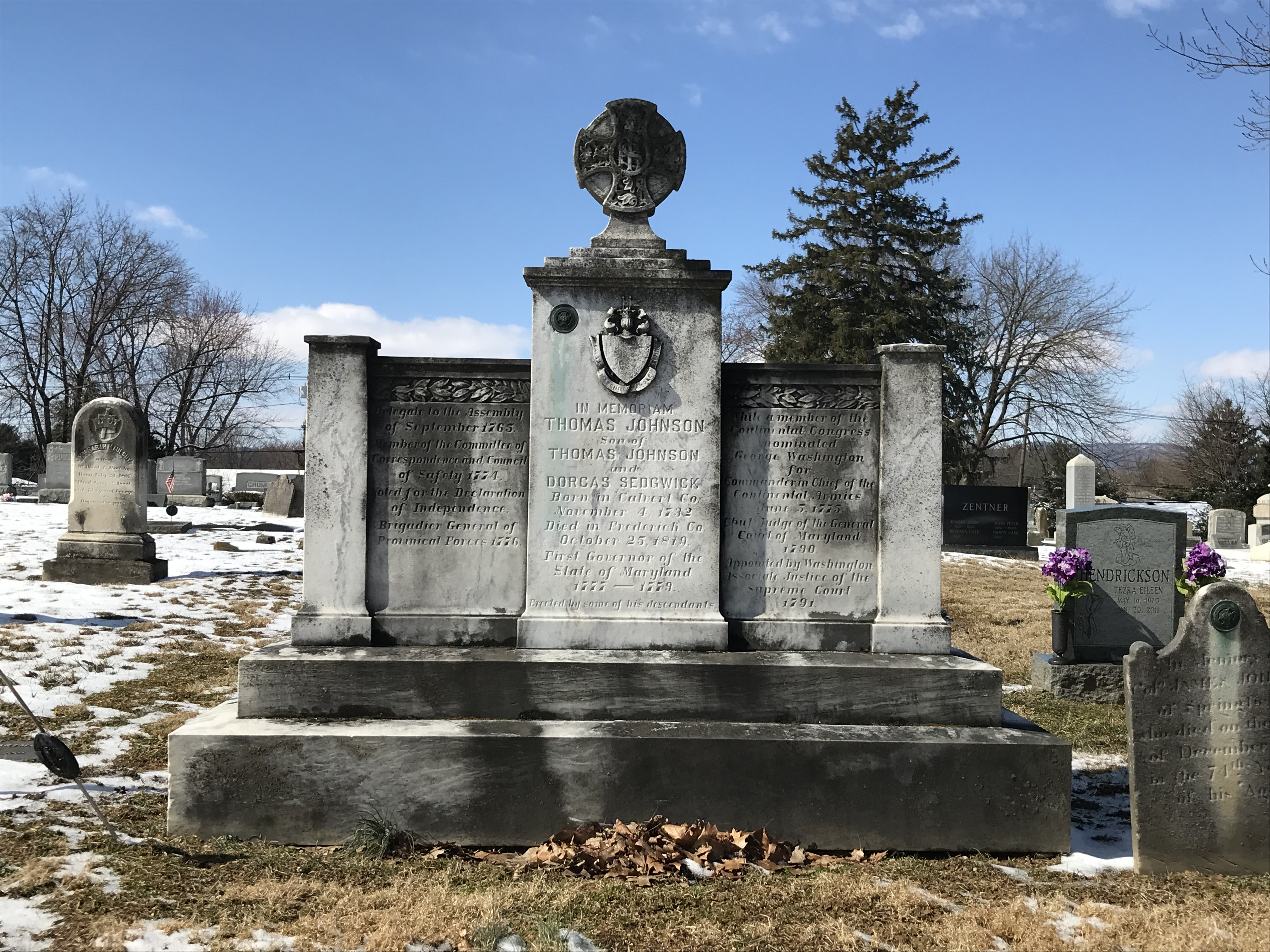
Túmulo de Johnson

Sua filha Ann casou-se com John Colin Grahame em 1788 e, em seus últimos anos, Johnson morou com eles em uma casa que construíram em Frederick, Maryland. A casa, chamada Rose Hill Manor, agora é um parque do condado aberto ao público. O Colégio Governor Thomas Johnson fica na metade da propriedade Rose Hill. Morreu em Rose Hill no dia 26 de Outubro de 1819 e foi originalmente sepultado no cemitério All Saints. Seus restos mortais foram removidos e novamente enterrados no Cemitério Mount Olivet em Frederick.
Johnson foi um dos primeiros investidores na Illinois-Wabash Company, que adquiriu uma vasta extensão de terras em Illinois diretamente de várias tribos indígenas. Logo após sua morte em 1819, seu filho Joshua Johnson e o neto Thomas Graham processaram William M'Intosh no histórico caso da Suprema Corte Johnson v. M'Intosh. O caso, que continua sendo uma das decisões de propriedade mais importantes da história americana, determinou que apenas o governo federal poderia adquirir terras indígenas, portanto, os descendentes de Johnson não tinham um bom título de propriedade.
Outras escolas nomeadas em homenagem a Thomas Johnson incluem o Colégio Governor Thomas Johnson em Frederick, Maryland, Colégio Thomas Johnson em Lanham, Maryland e Colégio Thomas Johnson em Baltimore, Maryland. Em 1978, a ponte Governor Thomas Johnson foi aberta ao tráfego. A ponte atravessa o Rio Patuxent e conecta o Condado de Calvert com os Condados de St. Mary. Era proprietário de escravos e as escolas que foram nomeadas em homenagem a Johnson tornaram-se controversas.

## Leia mais
- Abraham, Henry J. (1992). Justices and Presidents: A Political History of Appointments to the Supreme Court 3rd ed. New York: Oxford University Press. ISBN 0-19-506557-3 Verifique o valor de |url-access=registration (ajuda)
- Cushman, Clare (2001). The Supreme Court Justices: Illustrated Biographies, 1789–1995 2nd ed. [S.l.]: (Supreme Court Historical Society, Congressional Quarterly Books). ISBN 1-56802-126-7
- Delaplaine, Edward (1998). The Life of Thomas Johnson: Member of the Continental Congress, First Governor of Maryland, and Associate Justice of the United States Supreme Court paperback ed. [S.l.]: Heritage Books. ISBN 1-58549-687-1
- Flanders, Henry. The Lives and Times of the Chief Justices of the United States Supreme Court. Philadelphia: J. B. Lippincott & Co., 1874 at Google Books.
- Frank, John P. (1995).  Friedman, Leon; Israel, Fred L., eds. The Justices of the United States Supreme Court: Their Lives and Major Opinions. [S.l.]: Chelsea House Publishers. ISBN 0-7910-1377-4
- Hall, Kermit L., ed. (1992). The Oxford Companion to the Supreme Court of the United States. New York: Oxford University Press. ISBN 0-19-505835-6
- Martin, Fenton S.; Goehlert, Robert U. (1990). The U.S. Supreme Court: A Bibliography. Washington, D.C.: Congressional Quarterly Books. ISBN 0-87187-554-3
- Urofsky, Melvin I. (1994). The Supreme Court Justices: A Biographical Dictionary. New York: Garland Publishing. ISBN 0-8153-1176-1